# Onthophagus labdacus
Onthophagus labdacus là một loài bọ cánh cứng trong họ Bọ hung (Scarabaeidae).